# Ann Bancroft

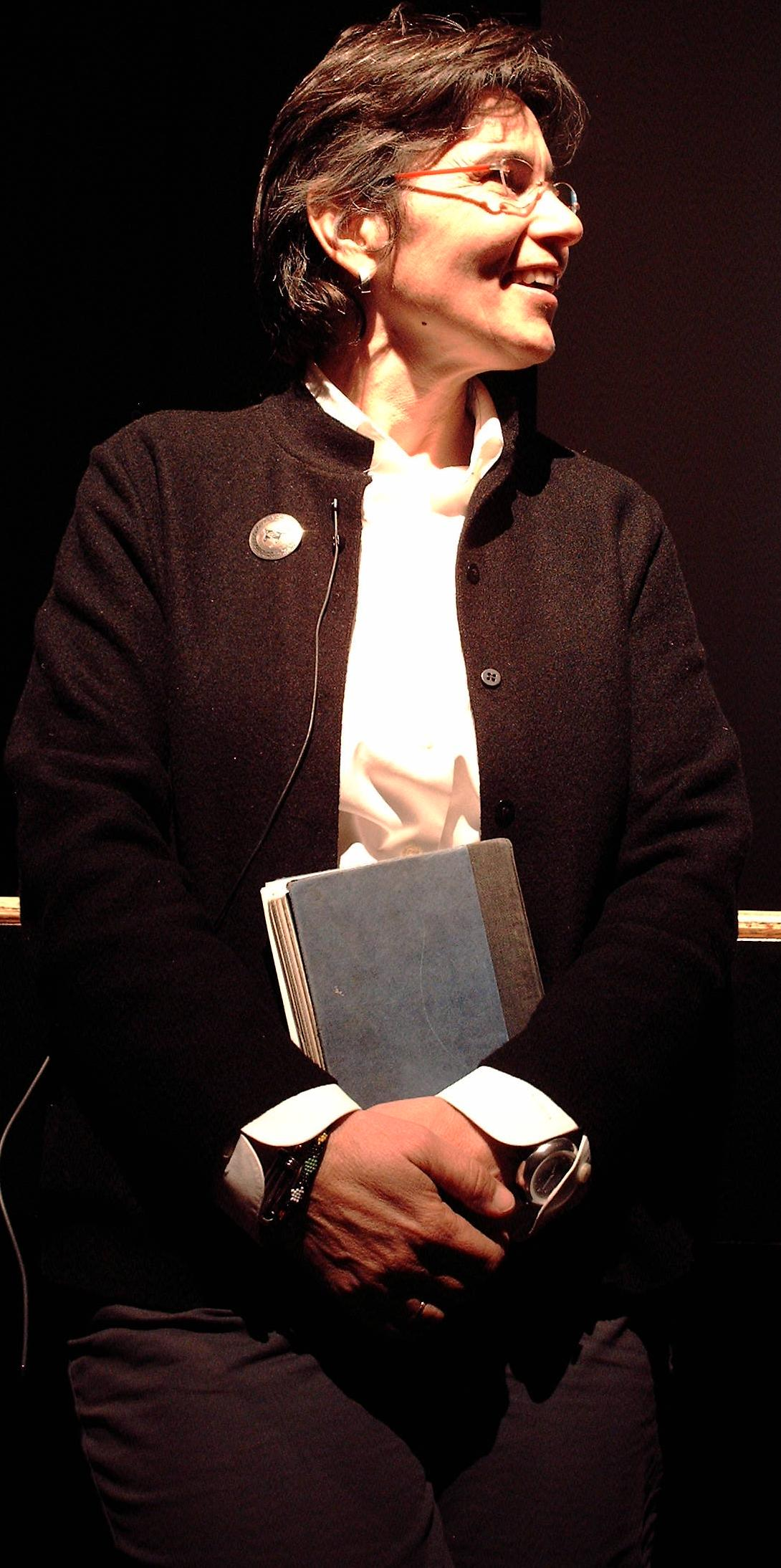
Ann Bancroft 2006

Ann Bancroft (* 29. September 1955 in Mendota Heights, Minnesota) ist eine US-amerikanische Abenteurerin, Polarforscherin und Autorin.

## Leben und Werk
Ann Bancroft ist die älteste Tochter von Debbie und Richard „Dick“ Bancroft (1927–2018), des „offiziellen“ Fotografen der US-indianischen Widerstandsorganisation  AIM. Nachdem sie einen Abschluss als Bachelor of Science in Physical Education von der University of Oregon erhalten hatte, arbeitete Bancroft als Sportlehrerin. Diese Arbeit gab sie 1986 auf, um an einer Expedition unter der Leitung von Will Steger zum Nordpol teilzunehmen. Nach 56 Tagen hatte die internationale Gruppe unter Benutzung von Hundeschlitten dies erfolgreich bewältigt.
Darüber hinaus durchquerte sie 1992 Grönland auf Skiern, und 1993 führte sie eine Südpolexpedition bestehend aus vier Frauen (mit Sunniva Sorby, Anne Dal Vera und Sue Giller) auf Skiern zum Südpol. 1060 km wurden dabei in 67 Tagen zurückgelegt. Bancroft war damit die erste Frau, die sowohl den Nordpol als auch den Südpol erreicht hatte.
2001 durchquerte sie zusammen mit Liv Arnesen die Antarktis. Sie benutzten dabei sowohl Segel als auch Skier. In 94 Tagen wurden dabei 2747 km zurückgelegt.
Eine mit Liv Arnesen geplante Arktisüberquerung im März 2007, die auf das Problem der Globalen Erwärmung und die schmelzenden Polkappen aufmerksam machen sollte, musste wegen extremer Kälte und Erfrierungen abgebrochen werden. Eines Nachts maßen sie in ihrem Zelt eine Temperatur von 58 Grad unter Null, und die Außentemperaturen lagen zeitweise über 100 Grad unter Null.

## Ehrungen
Aufgrund ihrer Erfolge wurde sie in National Women’s Hall of Fame der USA aufgenommen.

## Schriften
- Ann Bancroft, Liv Arnesen: No Horizon is so Far: An Extraordinary Journey across Antarctica. Da Capo Press, 2003. ISBN 0-7382-0794-2
- Liv Arnesen, Ann Bancroft: Nur den Horizont im Blick: Zwei Frauen in der Antarktis. Frederking und Thaler, München 2006, ISBN 3-492-40281-X.